# Чистий аркуш (фільм, 2010)
«Чистий аркуш» (фр. Lf tête en friche, Франція, 2010) — кінофільм Жака Беккера про невеликий епізод життя француза Жермена, який живе в невеликому містечку, де всі один одного знають. Більшість знайомих Жермена вважають його дурним і недалеким, часто глузують з нього і жартують. Одного разу, годуючи в парку голубів, він знайомиться з маленькою милою старенькою на ім'я Маргаретта, яка захоплює його читанням. Завдяки їй, життя Жермена починає змінюватися, та й він, значною мірою, змінює життя свого нового друга.

## У ролях
- Жерар Депардьє — Жермен Шаз
- Жизель Казадезюс — Маргаретта
- Клер Мор'є — Жаклін (мати Жермена)
- Мауран — Франсіна (господарка бару)
- Франсуа-Ксавьє Демезон — Жардіні (відвідувач бару)
- Анна Ле Гернек — Жаклін у молоді роки
- Амандін Шаво — Жаклін середніх років
- Софі Гіллемін — Аннет (дівчина Жермена)
- Флоріан Ивен — Жермен (у молоді роки)
- Патрік Бушите — Ландермон (відвідувач бару)
- Режи Лапале — Мсьє Бель (відвідувач бару)
- Жан-Франсуа Стевенен — Жозеф (мер міста)
- Льє Салем — Юсеф (офіціант у барі, коханець Франсіни)
- Мелані Берньє — Стефані (відвідувачка бару)
- Маттьє Даан — Жульєн (коханець Жаклін)
- Бруно Ріцці — Марко.